# 小沢花音
小沢 花音（おざわ かのん、3月5日 - ）は、日本の漫画家。神奈川県出身、血液型A型。デビュー作は『ボタンと深呼吸』（当時17歳）。

## 作品リスト
全て集英社、マーガレットコミックスから刊行されている。
- 陽だまり、桜の降る（1999年6月25日発売[2]、ISBN 4-08-847083-4）
  - 陽だまり、桜の降る（『ザ マーガレット』1998年6月号）
  - めるくるでい（『デラックスマーガレット』1999年3月号）
  - 六花物語（『ザ マーガレット』1998年12月号）
  - 緑に還る日（『別マスペシャル』1998年夏の増刊号）
- 愛情パーセント（2001年5月25日発売[3]、ISBN 4-08-847379-5）　　
  - 愛情パーセント
  - プリーズ・キス
  - はちみつ宝石
  - スウィート ウィルス（『ザ マーガレット』1998年2月号）
- ふたあい（2002年9月25日発売[4]、ISBN 4-08-847556-9）
  - ふたあい（『別マスペシャル』2001年秋の増刊号）
  - 桜草紙（『別マスペシャル』2000年お正月増刊号）
- 新アタックNo.1（2004年 - 2005年、原作：浦野千賀子、全3巻）
- 君の手が魔法をかける（2007年10月25日発売[5]、ISBN 978-4-08-846229-5）
  - 君の手が魔法をかける（『デラックスマーガレット』2007年7月号）
  - ブルー リグレット ブルー（『ザ マーガレット』2007年4月号）
  - 青い糸（『ザ マーガレット』2006年12月号）
  - オレンジダイヤモンド（描きおろし）

### 単行本未収録作品
- ボタンと深呼吸（デビュー作）
- 地球色の時間（『デラックスマーガレット』1996年11月号）
- 青空キラキラホール（『別冊マーガレット』2007年11月号別冊ふろく『別スペAUTUMN』）
- みずたま恋模様（『デラックスマーガレット』2008年3月号）
- ほんのひとつぶ（『ザ マーガレット』2009年11月号）
- 運命的すれちがいロマンス（『デラックスマーガレット』2010年3月号）
- （タイトル不明）[6]（『YOU』2010年20号別冊ふろく『YOU KIDS』）
- プラチナプラム（『ザ マーガレット』2011年2月号）
- わたしが変わる夏☆物語[7]（2012年、進研ゼミ中学講座）

### その他
- NODAコレクション（ビスク・ドールのデザイン）